# Friedrich von Thien
Friedrich „Fiete“ von Thien (* 9. Dezember 1939 in Wismar; † 8. Februar 2021) war ein deutscher Boxtrainer.

## Leben
Von Thien betrieb den Boxsport ab dem 16. Lebensjahr. Er boxte bei Vorwärts Neubrandenburg. Von Thien bestritt Kämpfe in der DDR-Liga, 1960 beendete er seine Laufbahn. 1961 begann von Thien bei Dynamo Wismar die Trainertätigkeit. Die Einrichtung eines Jugendleistungszentrums für Boxer in Wismar im Jahr 1967 ging auf seinen Anstoß zurück. Von Thien war bis 1990 hauptamtlicher Trainer in Wismar. Nach dem Ende der Deutschen Demokratischen Republik (DDR) war er beim PSV Wismar tätig.
Von ihm betreute Boxer gewannen in der DDR und im vereinigten Deutschland insgesamt 42 deutsche Meistertitel und 25 Vizemeistertitel. Bei von Thien erhielt Bernd Wittenburg (1974 Dritter der Amateurweltmeisterschaft) seine Boxausbildung. In den 1960er Jahren betreute er in einem Kampf ebenfalls Ulli Wegner, der als Trainer bekannt wurde. Zu von Thiens späteren Schützlingen zählten Marcel Meyerdiercks und die deutsche Meisterin Anne Cravaack.
In der DDR wurde ihm die Auszeichnung „Verdienter Meister des Sports“ zuteil. 2003 erhielt von Thien das Bundesverdienstkreuz am Bande, 2009 wurde er von der Stadt Wismar mit der Bürgermedaille geehrt und 2019 vom Deutschen Boxsport-Verband mit der Ehrennadel in Gold ausgezeichnet.
Von Thien wurde als „Wegbereiter des Boxsportes“ in Wismar, als „Box-Urgestein“, „Boxsport-Legende“ und „Boxvater“ bezeichnet. Sein Erkennungszeichen war eine rote Trainingsjacke. Der PSV Wismar und die Thomas-Agerholm-Stiftung riefen das Fiete-von-Thien-Gedenkboxturnier ins Leben.
Sein Sohn Andreas von Thien wurde Fernsehsportjournalist.